# Benito Boldi
Benito Boldi (né le 19 février 1934 à Tarcento dans la région Frioul-Vénétie Julienne et mort le 3 février 2021 à Biella) est un footballeur italien, qui évoluait au poste de défenseur.
Il était surnommé Boldi II pour le différencier de ses frères Mario et Luciano Boldi, qui furent également footballeurs professionnels.

## Biographie
Au cours de sa carrière, Boldi a joué avec les clubs du SPAL Ferrare, de la Juventus (y disputant son premier match le 18 septembre 1955 lors d'un nul 2-2 contre SPAL), de Catane, de l'AC Cesena et de Biellese.

## Palmarès
Juventus
- Championnat d'Italie (1) :
  - Champion : 1957-58.